# كولز فيليبس
كولز فيليبس (بالإنجليزية: Coles Phillips)‏ هو فنان أمريكي، ولد في 1880، وتوفي في 1927 بسبب سل.